# Bettina Blank
Bettina Blank (* 1956) ist eine deutsche Politologin und Mitarbeiterin des Landesamtes für Verfassungsschutz in Baden-Württemberg.

## Leben
Bettina Blank studierte Geschichte, Kunstgeschichte und Politische Wissenschaft. Sie erwarb einen Magister (M.A.) und war u. a. für die Gesellschaft für Unternehmensgeschichte tätig. 1990 wurde sie bei Hans-Peter Schwarz an der Philosophischen Fakultät der Universität zu Köln mit der zeithistorischen Dissertation Die westdeutschen Länder und die Entstehung der Bundesrepublik. Zur Auseinandersetzung um die Frankfurter Dokumente vom Juli 1948 zum Dr. phil. promoviert. Sie war Stipendiatin des Landes Nordrhein-Westfalen und wurde finanziell durch das Institut für Zeitgeschichte in München unterstützt.
1998 nahm sie an einem im Bundesarchiv in Koblenz ausgerichteten wissenschaftlichen Symposium zum Thema „50 Jahre Rittersturzkonferenz, 1948–1998“ teil, wo sie zu den Frankfurter Dokumenten sprach.
Blank arbeitet für das Landesamt für Verfassungsschutz Baden-Württemberg in Stuttgart, dort tätig im Arbeitsfeld Linksextremismus. Ferner ist sie u. a. Referentin beim Veldensteiner Kreis und Autorin des Jahrbuchs Extremismus & Demokratie.

## Werk
Ihr Werk Die westdeutschen Länder und die Entstehung der Bundesrepublik (1995) wurde in Fachkreisen positiv aufgenommen, so sei es ein „wichtiger Beitrag zur Geschichte der Entstehung der Bundesrepublik“ (Klaus-Jürgen Matz). Laut dem Kulturjournalisten Gerald Koll sei ihre Dissertation eine „grundlegende[] Arbeit“ zum Thema. Der Heidelberger Historiker Werner Giesselmann schrieb in einer Rezension für die Historische Zeitschrift: „Es [handelt] sich […] um einen sehr wichtigen und gründlichen Forschungsbeitrag, der unser Wissen über die historische Weichenstellung vom Juli 1948 substanziell erweitert.“ Der Hamburger Historiker Hans-Dieter Loose lobte in der Zeitschrift des Vereins für Hamburgische Geschichte die „breite[] Quellenbasis“ der Arbeit. Die Rezensentin der Zeitschrift für Neuere Rechtsgeschichte hält die „fleißige Arbeit“ für „einen wichtigen Beitrag zur Entstehungsgeschichte der Bundesrepublik Deutschland“. Blank habe „erstmals eine übersichtlich vergleichende Zusammenfassung der Länderperspektiven“ gegeben, womit die bisher auf „parteipolitische Betrachtungen reduzierte Forschung um eine wichtige Perspektive erweitert“ wurde.
Ihr Buch Deutschland, einig Antifa? (2014) wurde vielfach rezensiert und thematisiert, wobei die Meinungen auseinandergingen. So schrieb der Politikwissenschaftler und Extremismusforscher Armin Pfahl-Traughber, der von einer „Pionierarbeit“ sprach: „[Sie] macht in ihrer Studie deutlich, dass Engagement gegen Extremisten von rechts mitunter auch von Extremisten von links ausgehen kann. Anhand einer Fülle von Details verdeutlicht die Autorin dabei die Instrumentalisierung eines ansonsten lobenswerten politischen Engagements durch Kreise, welche ein gegen alle Formen von Diktatur, Extremismus und Gewalt gerichtetes Politikverständnis ablehnen und bekämpfen.“ Die Münchner Historikerin Petra Weber resümierte in der FAZ: „Der Blickwinkel der Verfassungsschützerin prägt die Darstellung, die Züge einer politischen Streitschrift trägt. [Sie] hat sich mit dieser von einem kruden Antikommunismus geprägten Streitschrift einen Bärendienst erwiesen. Drängt sich doch dem Leser ganz entgegen deren Intention der Eindruck auf, dass das Ondit zutreffe, der Verfassungsschutz sehe auf dem linken Auge scharf und sei auf dem rechten blind.“ Der Fachjournalist Patrick Gensing von Publikative.org problematisierte, dass das Buch „von rechtsaußen in den höchsten Tönen gelobt“ wurde, Zeitungen ihr gleichzeitig einen „kruden Antikommunismus“ attestierten und sie ihre Arbeit beim Verfassungsschutz verschwieg.

## Schriften (Auswahl)
Monografien
- Die westdeutschen Länder und die Entstehung der Bundesrepublik. Zur Auseinandersetzung um die Frankfurter Dokumente vom Juli 1948 (= Studien zur Zeitgeschichte. Band 44). Oldenbourg, München 1995, ISBN 3-486-56108-1 (Volltext digital verfügbar).
- Deutschland, einig Antifa?. „Antifaschismus“ als Agitationsfeld von Linksextremisten (= Extremismus und Demokratie. Band 28). Nomos, Baden-Baden, 2014, ISBN 978-3-8487-0699-0.

Beiträge
- Hamburgs Stellung in der Auseinandersetzung um die "Frankfurter Dokumente" im Juli 1948. Ein Beitrag zur Entstehung der Bundesrepublik Deutschland. In: Zeitschrift des Vereins für Hamburgische Geschichte 72 (1986), S. 139–170.
- Der Beitrag der Länder zur Entstehung der Bundesrepublik Deutschland im Juli 1948. In: Heinz-Günther Borck, Friedrich P. Kahlenberg, Heinz Peter Volkert, Karl-Jürgen Wilbert (Hrsg.): 50 Jahre Rittersturzkonferenz, 1948–1998. Die Stunde der Ministerpräsidenten. Wissenschaftliches Symposion im Bundesarchiv Koblenz am 8. Juli 1998. Garwain Verlag, Koblenz 1998, ISBN 3-9806009-5-5, S. 45 ff.
- Der Protest gegen CASTOR-Transporte und die Rolle der Linksextremisten. In: Uwe Backes, Eckhard Jesse (Hrsg.): Jahrbuch Extremismus & Demokratie. 10. Jahrgang (1998), Nomos, Baden-Baden 1998, ISBN 3-7890-5608-1, S. 199 ff.
- Die PDS in Baden-Württemberg. Ein sozialistisches Experiment in Westdeutschland. In: Gerhard Hirscher, Peter Christian Segall (Hrsg.): Die PDS. Zustand und Entwicklungsperspektiven (= Argumente und Materialien zum Zeitgeschehen. Band 20). Hanns-Seidel-Stiftung, Akademie für Politik und Zeitgeschehen, München 2000, ISBN 3-88795-210-3, S. 35 ff.
- Die 'Vereinigung der Verfolgten des Naziregimes – Bund der Antifaschistinnen und Antifaschisten' (VVN-BdA). In: Uwe Backes, Eckhard Jesse (Hrsg.): Jahrbuch Extremismus & Demokratie. 12. Jahrgang (2000), Nomos, Baden-Baden 2001, ISBN 3-7890-6979-5, S. 224 ff.
- Die West-PDS als Gravitationsfeld eines links-extremistischen Pluralismus. In: Manfred Agethen, Eckhard Jesse, Ehrhart Neubert (Hrsg.): Der missbrauchte Antifaschismus. DDR-Staatsdoktrin und Lebenslüge der deutschen Linken. Im Auftrag der Konrad-Adenauer-Stiftung, Herder, Freiburg im Breisgau u. a. 2002, ISBN 3-451-28017-5, S. 330 ff.
- Die „antifaschistische Republik“ – ein „Vermächtnis“ der Kommunisten? In: Gerhard Hirsch, Armin Pfahl-Traughber (Hrsg.): Was wurde aus der DKP?. Beiträge zu Geschichte und Gegenwart der extremen Linken in Deutschland (= Schriften zur Extremismus- und Terrorismusforschung. Band 1). Fachhochschule des Bundes für öffentliche Verwaltung, Brühl 2008, ISBN 978-3-938407-24-0, S. 93 ff.
- Die VVN-BdA und das Grundgesetz. In: Uwe Backes, Alexander Gallus, Eckhard Jesse (Hrsg.): Jahrbuch Extremismus & Demokratie. 22. Jahrgang (2010), Nomos, Baden-Baden 2011, ISBN 978-3-8329-6050-6, S. 165 ff.
- Jugendarbeit von Linksextremisten. In: Georg Spielberg (Red.): Verfassungsschutz 1952–2012. Festschrift zum 60. Jubiläum des Landesamts für Verfassungsschutz Baden-Württemberg. Hrsg. durch das Landesamt für Verfassungsschutz Baden-Württemberg, Stuttgart 2012, ISBN 978-3-00-040132-9, S. 203 ff.
- Die heutige Rolle linksextremistischer Organisationen – Das Vordringen „antifaschistischer“ Argumentationsmuster. In: Gerhard Hirscher, Eckhard Jesse (Hrsg.): Extremismus in Deutschland. Schwerpunkte, Vergleiche, Perspektiven (= Extremismus und Demokratie. Band 26). Nomos, Baden-Baden 2013, ISBN 978-3-8487-0090-5, S. 241 ff.